# Готфрид I фон Спонхайм-Зайн
Готфрид I фон Спонхайм-Зайн (на немски: Gottfried I von Sponheim-Sayn; * пр. 1247; † ок. 1282/1284) от Спонхайм-Щаркенбург е граф на Графство Зайн, Хахенбург и други. Основател е на новата линия Фон Зайн на рода Спонхайм.

## Произход и наследство
Той е син на граф Йохан I фон Спонхайм-Щаркенбург († 1266) и съпругата му Елизабет Аделхайд де Ла Марк, дъщеря на граф Ото I фон Гелдерн († 1207) и Рихардис Баварска (1173 – 1231), дъщеря на херцог Ото I Баварски.
Още докато баща им е жив, Готфрид и брат му Хайнрих I си поделят наследството. Хайнрих получава Спонхайм, Готфрид получава Зайн и основава новата линия Фон Зайн.

## Фамилия
Готфрид I се жени през август 1258 г. за Юта фон Изенбург (* пр. 1259/1260; † сл. 23 април 1314, вер. 1316), дъщеря на Хайнрих II фон Изенбург († сл. 1278) и съпругата му Мехтилд фон Хохщаден († сл. 1264). Те имат децата:
- Йохан I († 1324), граф на Зайн, женен I. около 1287 за Елизабет фон Хесен († 1293), II. 1297 г. за Кунигунда фон Нойербург († ок. 1347)
- Енгелберт I († 1336), граф на Зайн-Хомбург, женен I. за Юта фон Изенбург († сл. 1313), II. за Клариса
- Аделхайд фон Зайн († сл. 1309), омъжена I. за Хайнрих II, рауграф цу Нойенбаумберг († ок. 1288), II. пр. 1292 г. за рауграф Конрад IV фон Щолценберг († сл. 1327)
- Елизабет (* 1275; † ок. 1308), омъжена за граф Герхард III фон Диц († сл. 1306)
- Хайнрих фон Зайн († сл. 1311)
- Мехтилд фон Зайн († сл. 1311)
- Юта фон Зайн († сл. 1327)